# Material Girl
«Material Girl» és una cançó de l'artista estatunidenca Madonna llençada el 30 de gener de 1985 a través de Sire Records i va convertir-se en el segon senzill del segon àlbum d'estudi de la cantant, Like A Virgin. La cançó fou composta per Peter Brown i Robert Rans. La cançó, segons Madonna, era una descripció de com es trobava o se sentia en aquells moments. En ser provocativa va agradar a la cantant.
La lletra d'aquest senzill ens parla sobre el materialisme, la fama i la despreocupació, contra l'amor i les relacions. Segons els crítics, aquesta cançó i «Like A Virgin» convertiren a Madonna en una estrella. La cançó va tenir un èxit descomunal i va arribar al Top 5 d'Austràlia, Bèlgica, Canadà, Irlanda, Japó i el Regne Unit. Va aconseguir també posicionar-se en segon lloc al Billboard Hot 100 als EUA i va esdevenir el seu tercer senzill en el Top 5.
El vídeo va ser una imitació de l'actuació de l'actriu Marilyn Monroe a la pel·lícula Els senyors prefereixen les rosses amb la famosa cançó «Diamonds Are a Girl's Best Friend».
El títol de la cançó va convertir-se com un sobrenom per a Madonna, la qual s'havia penedit més d'un cop d'haver-la fet.